# الموجات فوق الصوتية المركزة لتوصيل الدواء داخل القحف
الموجات فوق الصوتية المركزة لتوصيل الدواء داخل القحف هي تقنية غير جراحية تستخدم موجات صوتية عالية التردد (الموجات فوق الصوتية المركزة، أو FUS) لتعطيل الموصلات المحكمة الضيقة في الحاجز الدموي الدماغي (BBB)، مما يسمح بزيادة مرور المواد العلاجية إلى الدماغ. عادةً ما يمنع BBB ما يقرب من 98٪ من الأدوية من الوصول إلى الجهاز العصبي المركزي، لذا فإن FUS لديه القدرة على مواجهة التحدي الرئيسي في توصيل الأدوية داخل الجمجمة من خلال توفير تعطيل BBB مستهدف وقابل للعكس. يمكن أن يؤدي استخدام FUS لتعزيز توصيل الدواء إلى الدماغ إلى تحسين نتائج المرضى بشكل كبير لمجموعة متنوعة من الأمراض بما في ذلك مرض الزهايمر ومرض باركنسون وسرطان الدماغ.

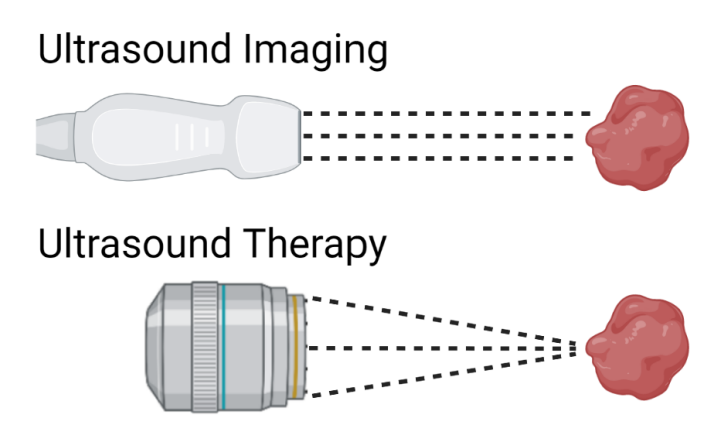
يقوم التصوير بالموجات فوق الصوتية بتخزين الطاقة على مساحة كبيرة بينما تركز الموجات فوق الصوتية العلاجية الطاقة على موقع مستهدف واحد.

تُستخدم الموجات فوق الصوتية بشكل شائع في المجال الطبي لأغراض التصوير والتشخيص. مع FUS، يتم استخدام محوال منحني أو عدسة أو مصفوفة مرحلية لتوجيه الموجات فوق الصوتية إلى موقع معين، على غرار الطريقة التي يمكن بها للعدسة المكبرة تركيز ضوء الشمس إلى نقطة واحدة. تركز هذه الإستراتيجية الطاقة الصوتية في منطقة مستهدفة صغيرة مع تأثير ضئيل على الأنسجة المحيطة.اعتمادًا على المعلمات الصوتية، يمكن استخدام FUS لممارسة التأثيرات الميكانيكية و/أو الحرارية على الأنسجة المستهدفة، مما يجعلها أداة متعددة الاستخدامات وواعدة للعديد من التطبيقات العلاجية.

## توصيل الدواء والآثار العلاجية
الموجات فوق الصوتية المركزة لتوصيل الأدوية داخل الجمجمة له العديد من الفوائد المحتملة لكل من التطبيقات السرطانية وغير السرطانية. فيما يلي ملخص لأمثلة الدراسات التي استخدمت الموجات فوق الصوتية المركزة لتوصيل العلاجات إلى الدماغ.
| الدواء                                 | المرض                                                       | التطبيق | مرجع   |
| -------------------------------------- | ----------------------------------------------------------- | --- | ------ |
| دوكسوروبيسين                           | ورم دبقي خبيث                                               | دراسة مخبرية حول استخدام الموجات فوق الصوتية المركزة مع الفقاعات الدقيقة المحملة بجسيمات الدوكسوروبيسين الشحمية لزيادة امتصاص الدوكسوروبيسين بواسطة خلايا الورم الأرومي الدبقي. | [ 3 ]  |
| دوكسوروبيسين                           | ورم أرومي دبقي                                              | الفقاعات الدقيقة المحملة بالدوكسوروبيسين والمقترنة بجسيمات أكسيد الحديد النانوية لتمكين الاستهداف المغناطيسي في نموذج ورم دبقي في الجرذان | [ 4 ]  |
| دوكسوروبيسين                           | ورم أرومي دبقي                                              | استخدام الموجات فوق الصوتية المركزة النبضية، والتي تعمل بشكل متقطع، بالإضافة إلى استخدام الجسيمات الشحمية المحملة بالدوكسوروبيسين والتي ترتبط بببتيد محدد للويحات التصلبية البشرية-1، بهدف تعزيز توصيل الدواء إلى الأورام في الفئران. | [ 5 ]  |
| دوكسوروبيسين                           | ورم دبقي جسري داخلي منتشر                                   | استخدام الموجات فوق الصوتية المركزة، يليها إعطاء جهازي للدوكسوروبيسين، لتعزيز التوصيل داخل الجمجمة في نموذج الفأر لورم دبقي جسري داخلي منتشر. | [ 6 ]  |
| كارموستين                              | ورم أرومي دبقي                                              | تقييم فعالية العلاج باستخدام الفقاعات الدقيقة المحملة بالكارموستين مع الموجات فوق الصوتية المركزة في نموذج الفئران لورم الدماغ البشري. | [ 7 ]  |
| كارموستين                              | ورم أرومي دبقي                                              | استخدام الفقاعات الدقيقة المحملة بالكارموستين مع الموجات فوق الصوتية المركزة لتحقيق التجويف المستقر (هو حالة تكوين فقاعات صغيرة وثابتة في السائل أو النسيج بفعل الموجات فوق الصوتية، ويساعد ذلك في تحسين توزيع العلاج داخل الأنسجة المستهدفة دون حدوث آثار جانبية مثل النزيف) وتقليل مخاطر النزيف داخل الجمجمة في الفئران المحملة بأورام. | [ 8 ]  |
| باكليتاكسيل                            | ورم أرومي دبقي                                              | استخدام الجسيمات الشحمية المحملة بالباكليتاكسيل، والفقاعات الدقيقة، والموجات فوق الصوتية المركزة لتحسين فعالية العلاج الكيميائي في الفئران المصابة بالورم أرومي دبقي. | [ 9 ]  |
| تراستوزوماب                            | نقيلات دماغية إيجابية لمستقبل عامل نمو البشري الثاني (HER2) | تجربة سريرية تظهر استخدام الموجات فوق الصوتية المركزة لتحقيق التوصيل المستهدف للأجسام المضادة وحيدة النسيلة إلى الدماغ. | [ 10 ] |
| مضاد ربيطة موت الخلية المبرمج 1        | ورم جذع الدماغ الدبقي                                       | استخدام الموجات فوق الصوتية المركزة مع حقن مستقبل موت الخلية المبرمج 1 (aPD-L1) عن طريق الأنف لتخطي حاجز الدماغ الدموي وتعزيز توصيله إلى جذع الدماغ لدى الفئران. | [ 11 ] |
| باكليتاكسيل                            | ورم أرومي دبقي                                              | دراسة في الجسم تقارن بين الباكليتاكسيل المذاب في الكريموفور والباكليتاكسيل المرتبط بالألبومين لزيادة تركيز الدواء في الفئران المحملة بأورام بعد الموجات فوق الصوتية المركزة و إعطاء الفقاعات الدقيقة. | [ 12 ] |
| إيبيروبيسين                            | ورم أرومي دبقي                                              | الجسيمات النانوية المغناطيسية المقترنة بالإبيروبيسين مع الموجات فوق الصوتية المركزة لعلاج ورم في الدماغ في نموذج الفئران. | [ 13 ] |
| عامل التغذية العصبية المستمد من الدماغ | مرض باركنسون                                                | توصيل عامل التغذية العصبية المستمد من الدماغ عبر الأنف بمساعدة الموجات فوق الصوتية المركزة لتحسين وظيفة الحركة في نموذج الفئران المصابة بمرض باركنسون. | [ 14 ] |
| سيسبلاتين                              | ورم دبقي خبيث                                               | استخدام الموجات فوق الصوتية المركزة مع جسيمات النانو المخترقة للدماغ المُغلفة بالبولي إيثيلين جلايكول (PEG) والمحملة بالسيسبلاتين للحد من الامتداد والاختراق المباشر للخلايا السرطانية إلى الأنسجة المجاورة ونمو الورم في نموذج الفئران المصابة بورم دبقي.                                                                                 | [ 15 ] |
| بيفاسيزوماب                            | ورم أرومي دبقي                                              | استخدام الموجات فوق الصوتية المركزة بوجود الفقاعات الدقيقة لتعزيز اختراق البيفاكيزوماب إلى الجهاز العصبي المركزي لدى الفئران المصابة بورم دبقي. | [ 16 ] |